# SWiSH Max
SWiSH Max é um programa que usa a tecnologia Adobe Flash para criar apresentações multiplatforma. Ele é desenvolvido e distribuído pela Swishzone.com Pty Ltd., uma empresa de Sydney, Austrália.